# Tokugawa Ienari

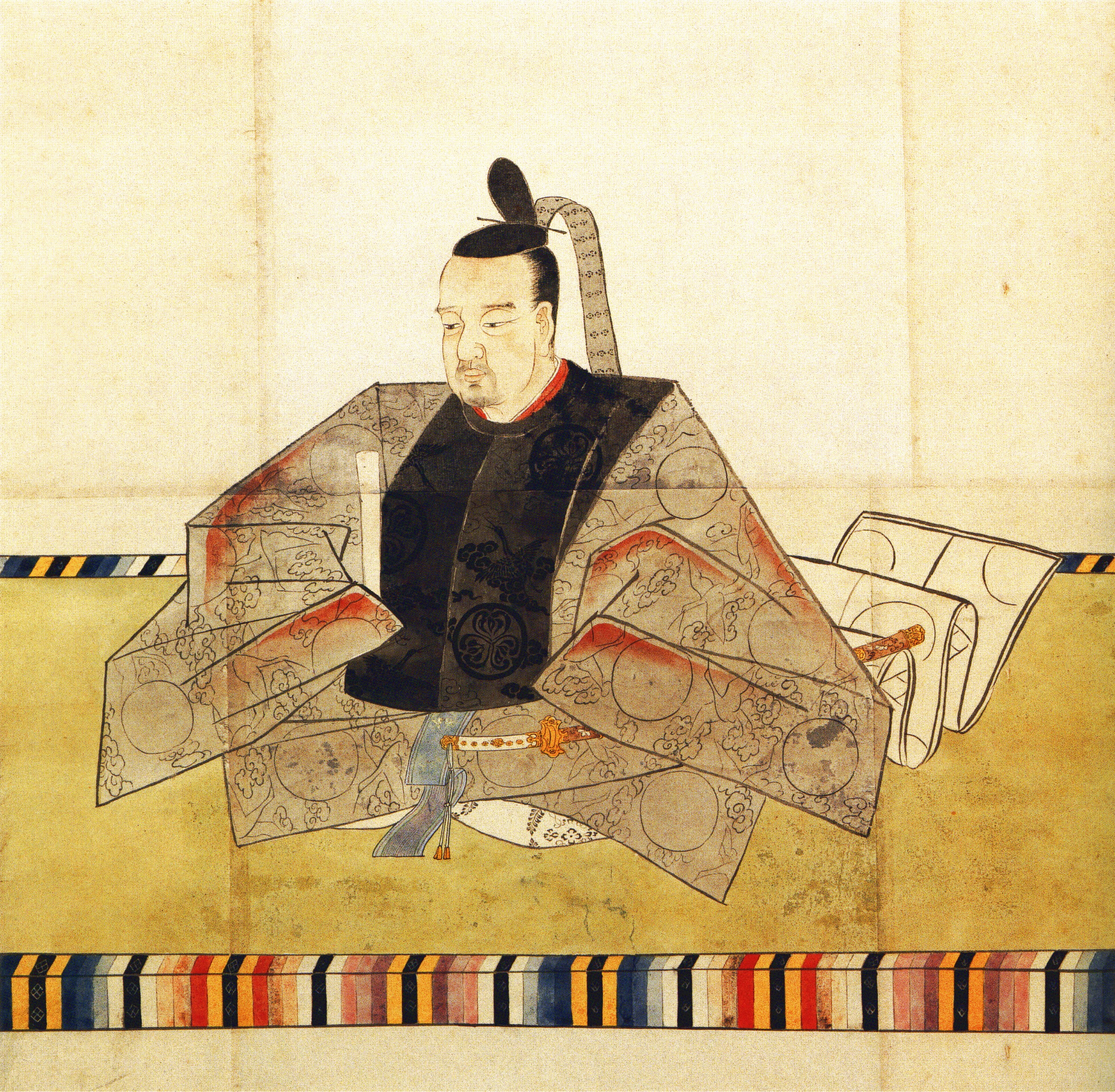
Tokugawa Ienari in klassischer Hoftracht

Tokugawa Ienari (jap. 徳川 家斉; * 18. November 1773; † 22. März 1841) war von 1786 bis 1837 der 11. Shōgun der Edo-Zeit in Japan.

## Lebensweg
Hitotsubashi Ienari wurde 1781 vom Shogun Tokugawa Ieharu adoptiert, nachdem dessen beide Söhne gestorben waren. Der leibliche Vater war Harusada (1751–1827), der Großvater war Munetada (1721–1764), der Urgroßvater Tokugawa Yoshimune. Sein Amt trat er 14-jährig an. Während seiner Minderjährigkeit führte Matsudaira Sadanobu die Regentschaft (hosa), bis er sich 1793 zurückzog. 1788 kam es zum großen Brand von Kyōto.
In die Zeit nach dem Tode des bisher effektiv herrschenden Ratsmitglieds Tanuma Okitsugu (田沼意次; 1719–88) fielen erste Reformen im Gerichts- und Schulwesen und zur Wiederherstellung der Währung und Preisstabilität. Hauptsächlich über Luxusverbote sollten die Finanzen wieder geordnet werden. Dazu diente auch die verschärfte Abschließung des Landes (sakoku); so wurden die Verbindungen nach Luzon und Annam abgebrochen. Diese „Kansei-Reformen“ zielten insgesamt auf die Stärkung der Zentralgewalt ab und wurden bis 1802 weitergeführt. Den Kindern der Samurai-Klasse sollte „Sittlichkeit“ durch verstärkte konfuzianische Erziehung, in der renovierten Shōhei-Akademie geleitet von Hayashi Kimpō beigebracht werden. Über die Jahre scheiterten sämtliche Versuche die Inflation einzudämmen. Mittelfristig scheiterten die Bemühungen jedoch, da die Vorgaben übermäßig unflexibel gehandhabt wurden.
Nach dem Rückzug Sadanobus amtierte Ienari direkt während der Bunka- und Bunsei-Ären. Diese Zeit zeichnete sich politisch durch Stagnation, Vetternwirtschaft und budgetären Missbrauch aus. Dies ist wohl auch der Grund, weshalb die Person Ienaris von der Forschung bisher kaum beachtet wurde. Philipp Franz von Siebold wurde von Ienari 1826 in Audienz empfangen.
In die Amtszeit Ienaris fielen vermehrte Versuche der imperialistischen Mächte, besonders Englands, Russlands, aber auch Chinas, mit Japan wieder in Kontakt zu treten.
1837 kam es in Ōsaka infolge einer Hungersnot, die durch korrupte Beamte wesentlich verschärft wurde, zum versuchten Sturm auf die Burg von Ōsaka des Ōshio Heihachirō, in dessen Folge fünf Brücken, 18.000 Häuser und 1800 Speicher durch Feuer zerstört wurden. Bald nach der Niederschlagung trat Ienari nach über 50-jähriger Amtszeit zurück. Er starb vier Jahre nachdem sein Sohn Tokugawa Ieyoshi Shogun geworden war.

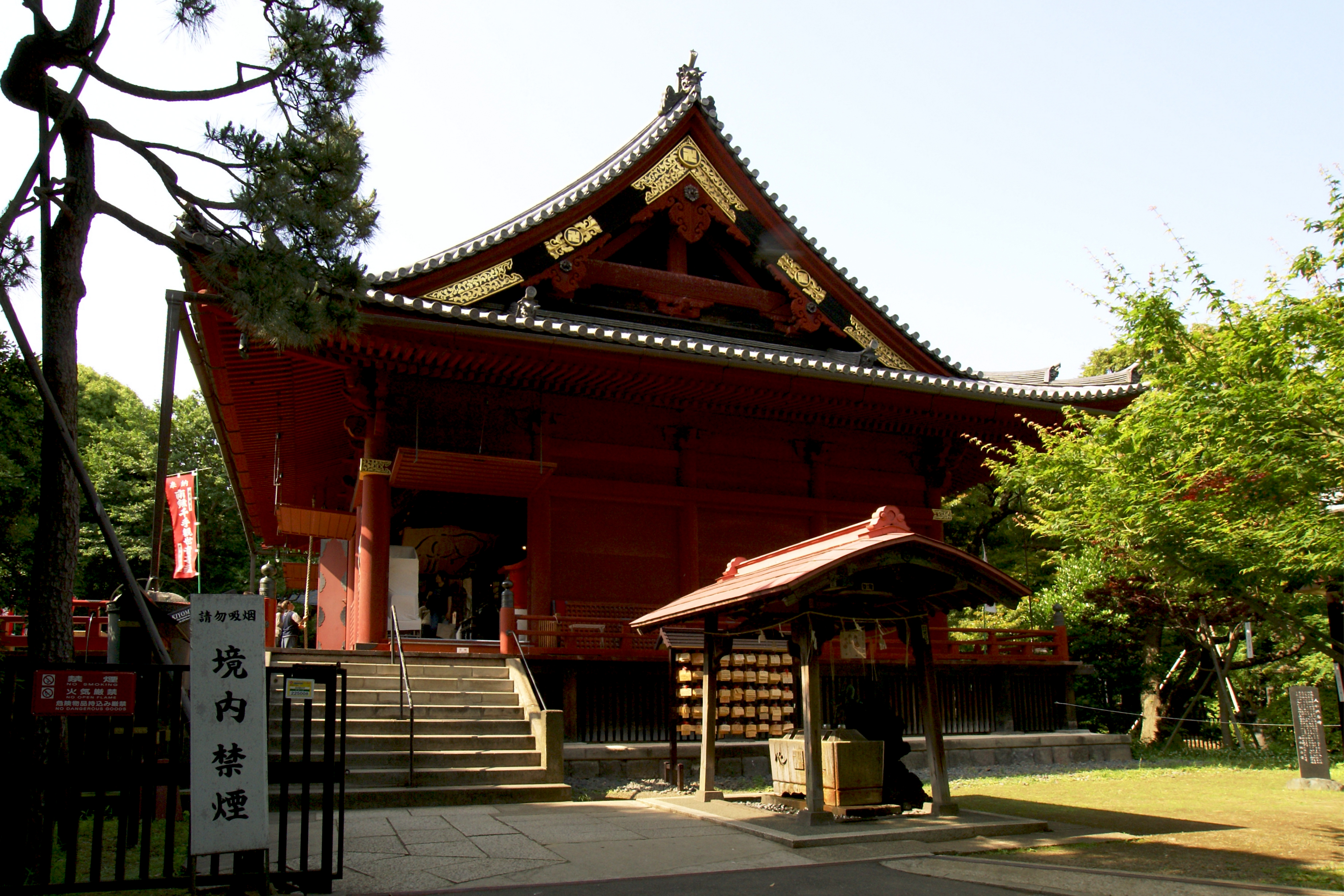
Kan’ei-ji, wo Ienari begraben liegt

Als einzigem der Tokugawa-Shogune wurde Ienari die Ehre zuteil, zu Lebzeiten das höfische Großkanzleramt (Dajō Daijin; 1827–1841) verliehen zu bekommen. Sein Grab befindet sich im Kan’ei-ji; postum wurde ihm der Name Bunkyō-in verliehen.

### Frauen
Seine Hauptfrau war die Tochter des mächtigen Daimyō von Satsuma Shimazu Shigehide (1745–1833). Ienari zeugte mit 40 Frauen 51 Kinder, von denen 31 im Kindesalter verstarben. Darüber hinaus unterhielt Ienari einen Harem mit rund 900 Frauen.